# Spoorlijn Chantilly-Gouvieux - Crépy-en-Valois
De Spoorlijn Chantilly-Gouvieux - Crépy-en-Valois was een Franse spoorlijn van Chantilly naar Crépy-en-Valois. De lijn was 33,6 km lang en heeft als lijnnummer 231 000.

## Geschiedenis
De lijn werd aangelegd door de Compagnie des chemins de fer du Nord en geopend in twee delen, van Chantilly-Gouvieux naar Senlis op 9 augustus 1862 en verlengd van Senlis naar Crépy-en-Valois op 1 september 1870. Personenvervoer op het gedeelte tussen Senlis en Crépy-en-Valois werd opgeheven in 1939, in 1950 werd ook het gedeelte tussen Chantilly-Gouvieux en Senlis gesloten voor reizigersverkeer. Goederenvervoer tussen Chantilly-Gouvieux en Saint-Firmin werd opgeheven in de jaren 1940, in 1971 werd ook het deel tot Senlis gesloten.
Tot 1991 heeft er goederenvervoer plaatsgevonden tussen Senlis en Crépy-en-Valois, bij de aanleg van de LGV Nord werd de lijn gesloten. 

## Aansluitingen
In de volgende plaatsen is of was er een aansluiting op de volgende spoorlijnen:
Chantilly-Gouvieux
RFN 272 000, spoorlijn tussen Paris-Nord en Lille
Senlis
RFN 230 000, spoorlijn tussen Aulnay-sous-Bois en Verberie
RFN 231 606, stamlijn ZI de Senlis
Auger-Saint-Vincent
RFN 231 306, raccordement van Ormoy-Villers
Crépy-en-Valois
RFN 229 000, spoorlijn tussen La Plaine en Anor
RFN 232 306, raccordement van Duvy

## Galerij

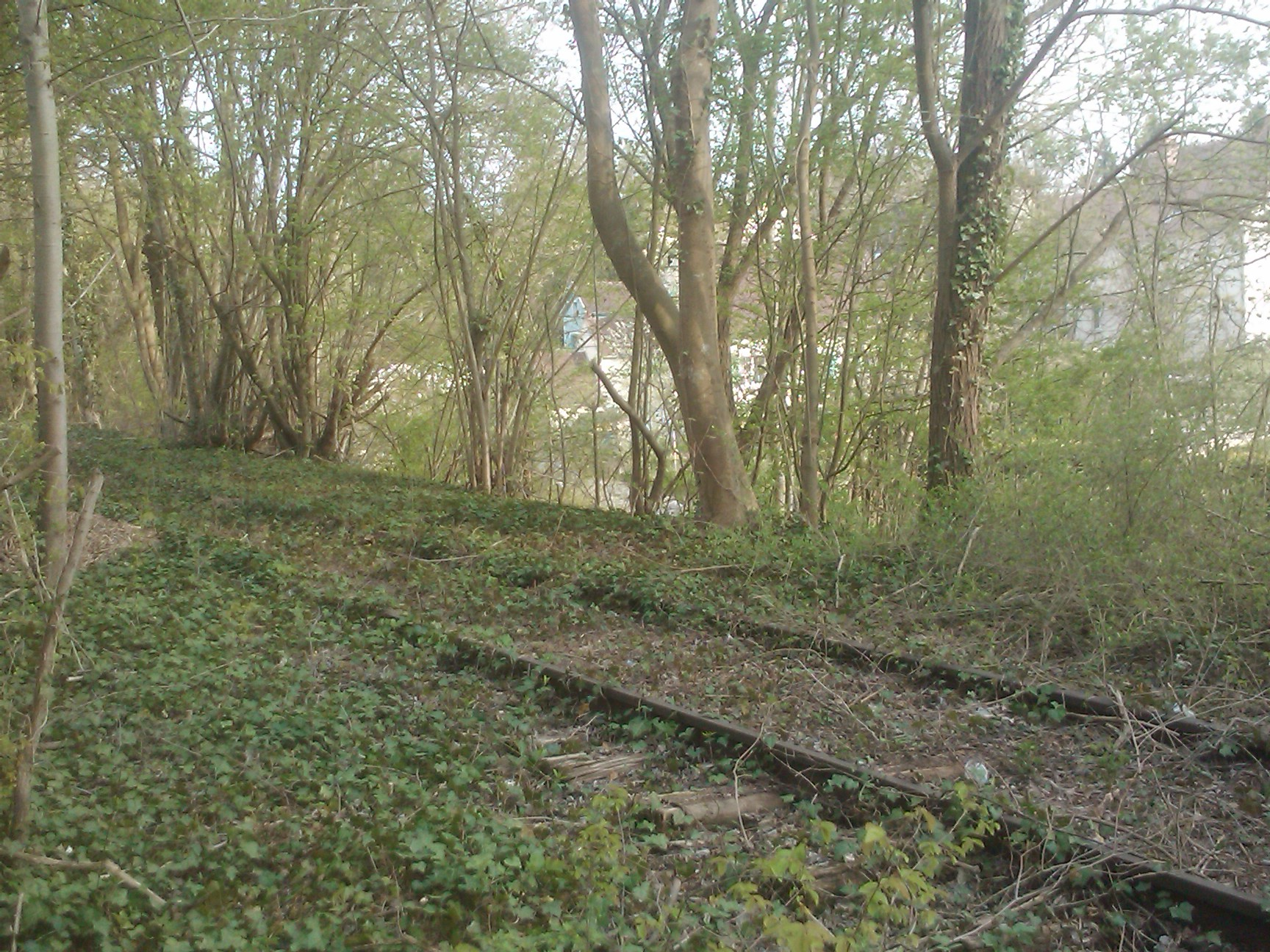
De lijn in Senlis in 2010
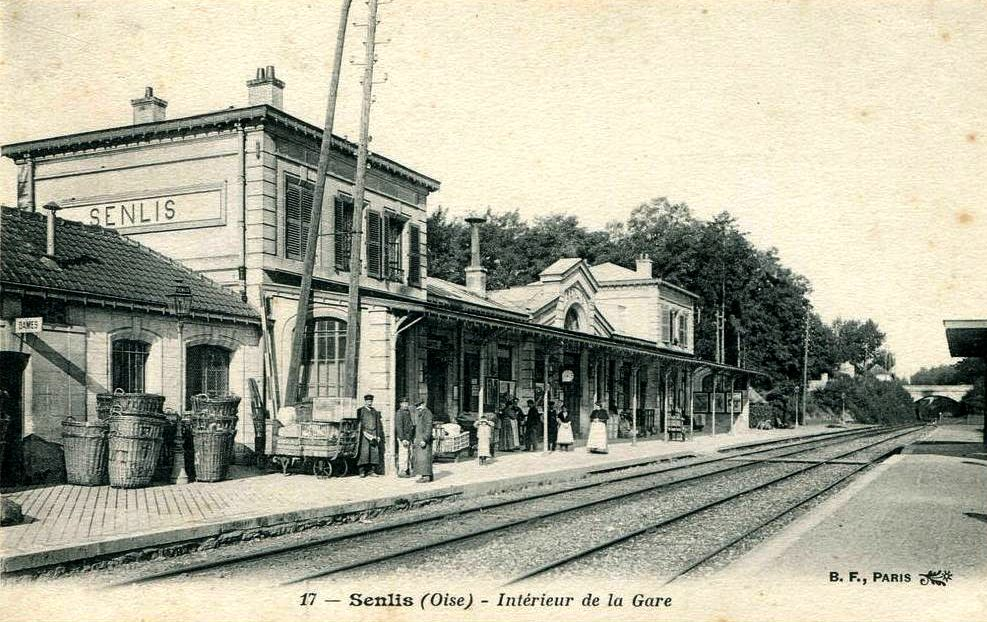
Het oude station van Senlis voordat dit werd vernietigd in 1914
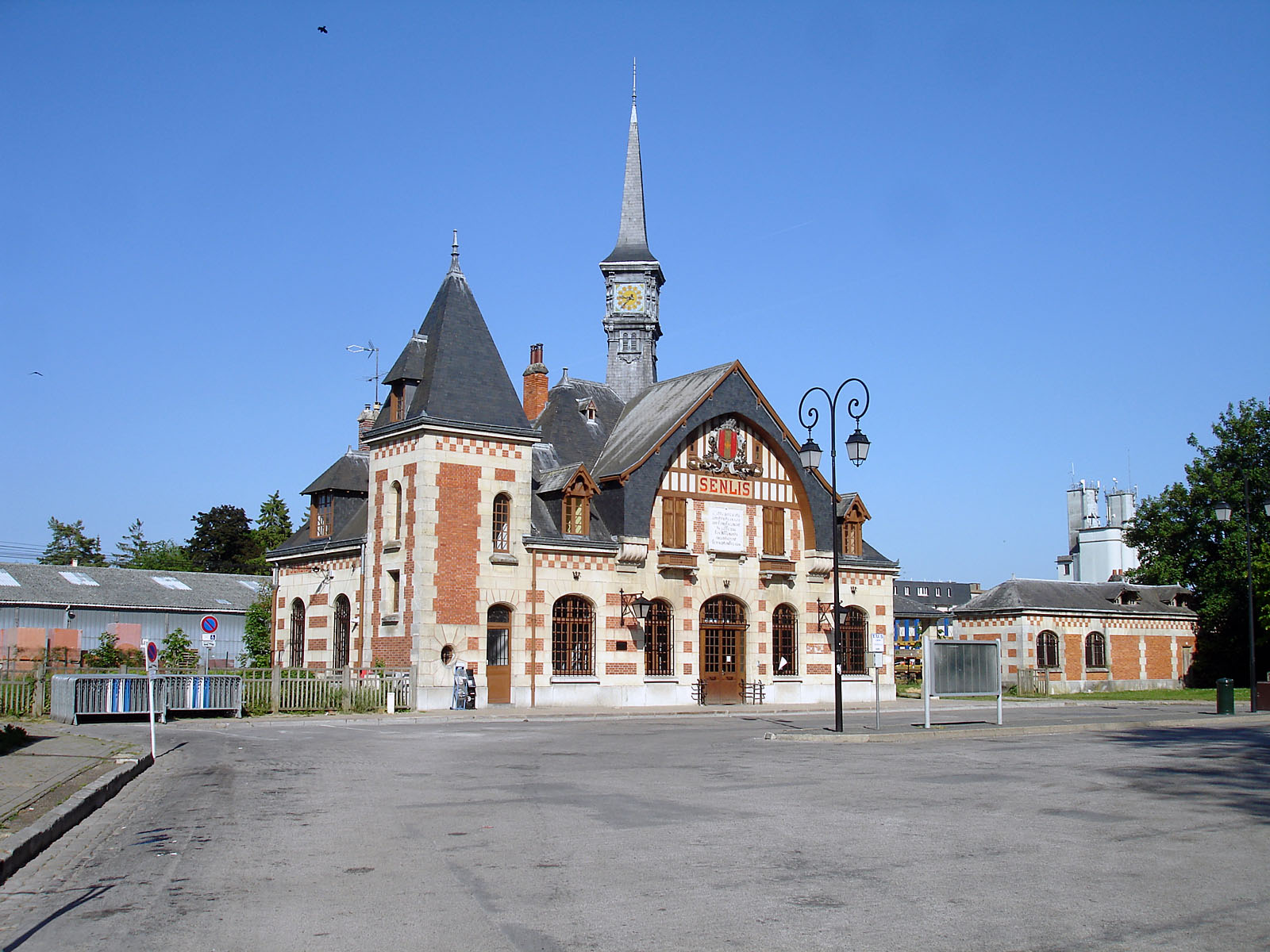
Station Senlis in 2010
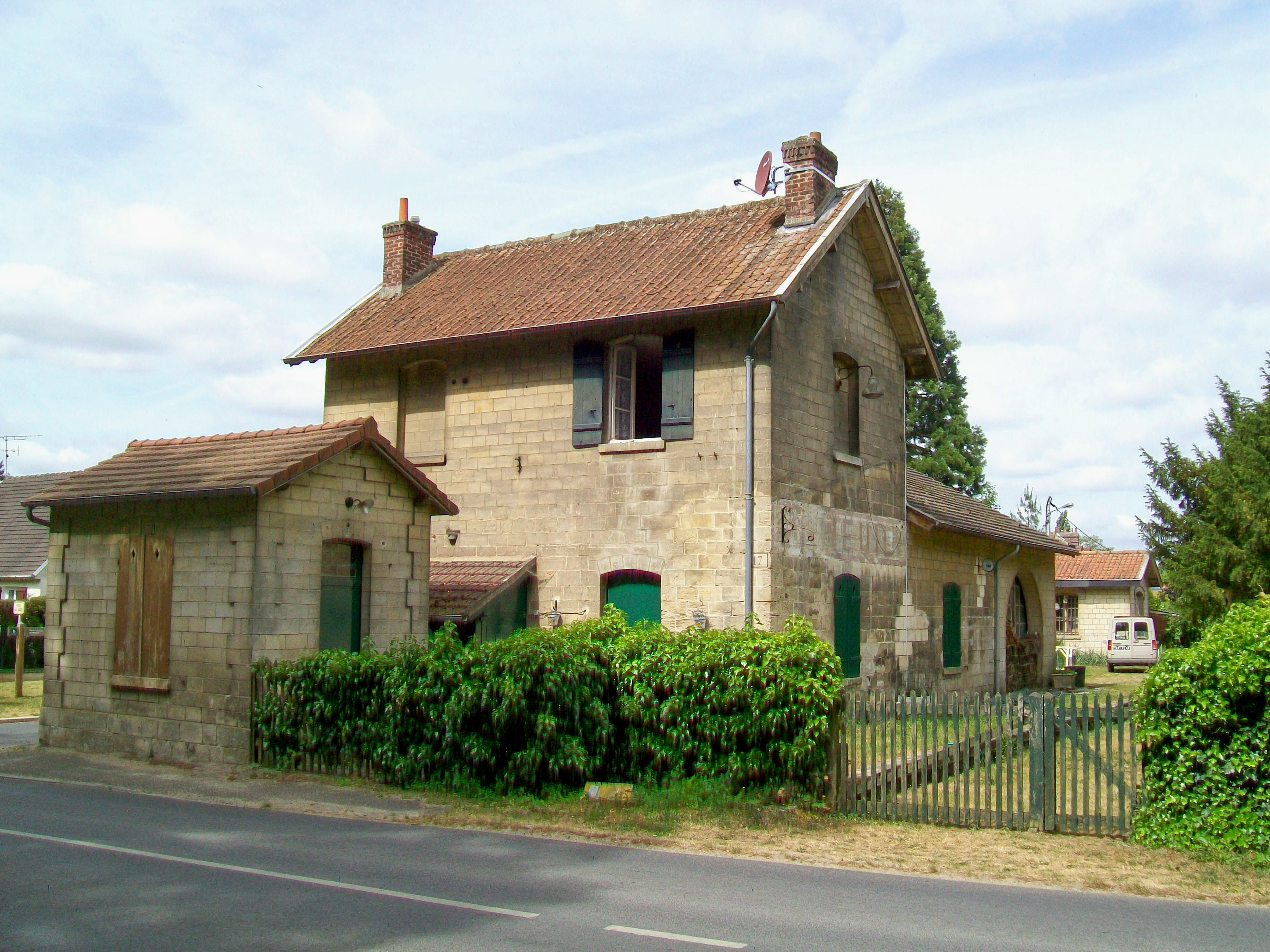
Station Vineuil